# 尤里卡 (南达科他州)
尤里卡（英語：Eureka），是美国南达科他州下属的一座城市。根据2010年美国人口普查，该市有人口865人。论人口在本州排行第72。